# Campionati italiani di aquathlon del 2013
I Campionati italiani di aquathlon del 2013 (XIV edizione) sono stati organizzati dalla Federazione Italiana Triathlon e si sono tenuti a Napoli in Campania, in data 21 settembre 2013.
Tra gli uomini ha vinto Mattia Ceccarelli (T.D. Rimini), mentre la gara femminile è andata a Elena Maria Petrini ( Minerva Roma).

## Risultati

### Élite uomini
| Pos. | Atleta                | Società sportiva       | Corsa    | Nuoto    | Corsa    | Totale   |
| ---- | --------------------- | ---------------------- | -------- | -------- | -------- | -------- |
|      | Mattia Ceccarelli     | T.D. Rimini            | 00:07:23 | 00:12:57 | 00:07:34 | 00:27:54 |
|      | Lorenzo Ciuti         | Minerva Roma           | 00:07:24 | 00:13:14 | 00:07:24 | 00:28:02 |
|      | Tommaso Crivellaro    | CUS Torino Triathlon   | 00:07:22 | 00:13:12 | 00:07:37 | 00:28:11 |
| 4    | Riccardo Salvino      | Minerva Roma           | 00:07:25 | 00:13:36 | 00:07:48 | 00:28:49 |
| 5    | Mauro Pera            | Forhans Team           | 00:07:47 | 00:13:08 | 00:07:57 | 00:28:52 |
| 6    | Alessio Fioravanti    | Minerva Roma           | 00:07:28 | 00:14:21 | 00:07:41 | 00:29:30 |
| 7    | Alessandro D'Ambrosio | Canottieri Napoli      | 00:07:23 | 00:14:27 | 00:07:43 | 00:29:33 |
| 8    | Stefano Rigoni        | Padova Nuoto Dynamica  | 00:07:47 | 00:13:25 | 00:08:26 | 00:29:38 |
| 9    | Valerio Patanè        | CUS Pro Patria Milano  | 00:07:28 | 00:14:53 | 00:08:00 | 00:30:21 |
| 10   | Giulio Pugliese       | Torrino Triathlon Team | 00:08:12 | 00:13:41 | 00:08:34 | 00:30:27 |
| 11   | Carmine Rozza         | Canottieri Napoli      | 00:07:26 | 00:14:22 | 00:08:43 | 00:30:31 |
| 12   | Gennaro Lamberti      | Canottieri Napoli      | 00:08:05 | 00:14:10 | 00:08:21 | 00:30:36 |
| 13   | Luca Borsacchi        | Canottieri Napoli      | 00:08:06 | 00:14:19 | 00:08:33 | 00:30:58 |
| 14   | Davide Ventura        | Sport Extreme          | 00:08:08 | 00:13:49 | 00:09:07 | 00:31:04 |
| 15   | Federico Colbertaldo  | Silca Ultralite        | 00:08:57 | 00:12:55 | 00:09:16 | 00:31:08 |
| 16   | Luca Bonazzi          | Freezone               | 00:07:24 | 00:16:07 | 00:07:45 | 00:31:16 |
| 17   | Emanuele Balbo        | Aquatica Torino        | 00:08:40 | 00:14:09 | 00:09:00 | 00:31:49 |
| 18   | Lorenzo Boni          | Cingolani Triathlon    | 00:08:04 | 00:15:26 | 00:08:23 | 00:31:53 |
| 19   | Alessandro Beranger   | CUS Pro Patria Milano  | 00:08:11 | 00:15:20 | 00:08:37 | 00:32:08 |
| 20   | Domenico Scaldaferri  | Canottieri Irno        | 00:08:28 | 00:14:47 | 00:08:57 | 00:32:12 |

### Élite donne
| Pos. | Atleta                         | Società sportiva        | Corsa    | Bici     | Nuoto    | Totale   |
| ---- | ------------------------------ | ----------------------- | -------- | -------- | -------- | -------- |
|      | Elena Maria Petrini            | Minerva Roma            | 00:08:28 | 00:14:29 | 00:08:47 | 00:31:44 |
|      | Chiara Piccinelli              | Aquatica Torino         | 00:09:01 | 00:14:54 | 00:09:29 | 00:33:24 |
|      | Giulia Bedorin                 | Padova Triathlon        | 00:08:56 | 00:15:34 | 00:09:14 | 00:33:44 |
| 4    | Elisa Razzi                    | Atomica Triathlon       | 00:09:16 | 00:15:33 | 00:10:01 | 00:34:50 |
| 5    | Nicole Campaner                | Aquatica Torino         | 00:09:21 | 00:15:51 | 00:09:46 | 00:34:58 |
| 6    | Francesca Galluzzo             | Junior Brindisi         | 00:09:13 | 00:16:36 | 00:09:38 | 00:35:27 |
| 7    | Elisabetta Colbertaldo         | Silca Ultralite         | 00:09:02 | 00:17:27 | 00:09:09 | 00:35:38 |
| 8    | Ilaria Fioravanti              | Minerva Roma            | 00:09:33 | 00:17:07 | 00:09:21 | 00:36:01 |
| 9    | Manuela Ascoli                 | Minerva Roma            | 00:09:35 | 00:16:48 | 00:09:38 | 00:36:01 |
| 10   | Consuelo Ferragina             | Canottieri Napoli       | 00:09:17 | 00:17:52 | 00:09:33 | 00:36:42 |
| 11   | Germana Critelli               | Atlas Triathlon Cosenza | 00:10:46 | 00:15:52 | 00:10:34 | 00:37:12 |
| 12   | Daniela Calvino                | Ermes Campania          | 00:10:31 | 00:15:44 | 00:10:58 | 00:37:13 |
| 13   | Valentina Sanfelice di Bagnoli | Canottieri Napoli       | 00:09:36 | 00:17:41 | 00:10:20 | 00:37:37 |
| 14   | Elisa Iori                     | Minerva Roma            | 00:10:39 | 00:15:32 | 00:11:39 | 00:37:50 |
| 15   | Irene Buggini                  | Triathlon Ostia         | 00:09:43 | 00:18:49 | 00:10:21 | 00:38:53 |
| 16   | Manuela De Vito                | Ermes Campania          | 00:10:27 | 00:18:18 | 00:10:28 | 00:39:13 |
| 17   | Serena Vecchione               | Canottieri Napoli       | 00:10:06 | 00:19:42 | 00:09:56 | 00:39:44 |
| 18   | Sara Ziglio                    | 33 trentini triathlon   | 00:09:16 | 00:21:33 | 00:09:18 | 00:40:07 |
| 19   | Daniela Aliquò                 | Multisport Catania      | 00:09:45 | 00:21:23 | 00:09:33 | 00:40:41 |
| 20   | Claudia Casola                 | Canottieri Napoli       | 00:11:00 | 00:16:53 | 00:12:46 | 00:40:39 |